# امیرآباد (بجنورد)
امیرآباد (بجنورد)، روستایی از توابع بخش گرمخان شهرستان بجنورد در استان خراسان شمالی ایران است. اهالی روستای امیرآباد به زبان های تاتی و کردی کرمانجی سخن می‌گویند.

## جمعیت
این روستا در دهستان گیفان قرار دارد و براساس سرشماری مرکز آمار ایران در سال ۱۳۸۵، جمعیت آن ۲۸۸ نفر (۶۸خانوار) بوده‌است.